# Симпсон, Майк
Майкл Кит Симпсон (англ. Michael Keith Simpson, 8 сентября 1950, Берли, Айдахо) — американский политик, представляющий Республиканскую партию. Член Палаты представителей США от 2-го избирательного округа Айдахо с 3 января 1999 года.

## Биография
Родился в Берли, штат Айдахо, вырос в Блэкфуте. Окончил Университет штата Юта (1972) и Университет Вашингтона в Сент-Луисе со степенью доктора стоматологии (1977). До избрания в Конгресс США в 1998 году работал стоматологом в Блэкфуте. В 1980 году Симпсон был избран в городской совет Блэкфута, в 1984 году — в Палату представителей Айдахо. Впоследствии он переизбирался семь раз, а в 1992 году стал спикером нижней палаты заксобрания штата.
В 1998 году избрался в Палату представителей США по второму округу Айдахо, действующий конгрессмен Майк Крэйпо баллотировался в Сенат США и тоже одержал победу. Симпсон одержал победу над бывшим конгрессменом-демократом Ричардом Сталлингсом, набрав 52,5 % голосов избирателей против 44,7 % у своего оппонента. В дальнейшем успешно переизбирался, каждый раз набирая более 60 % голосов избирателей.